# Марблтон
Марблтон (англ. Marbleton) — місто (англ. town) в США, в окрузі Саблетт штату Вайомінг. Населення — 861 особа (2020).

## Географія
Марблтон розташований за координатами 42°33′26″ пн. ш. 110°6′5″ зх. д. / 42.55722° пн. ш. 110.10139° зх. д. (42.557312, -110.101323).  За даними Бюро перепису населення США в 2010 році місто мало площу 2,22 км², уся площа — суходіл. В 2017 році площа становила 2,35 км², уся площа — суходіл.

### Клімат
| Клімат : Марблтон       | Клімат : Марблтон | Клімат : Марблтон | Клімат : Марблтон | Клімат : Марблтон | Клімат : Марблтон | Клімат : Марблтон | Клімат : Марблтон | Клімат : Марблтон | Клімат : Марблтон | Клімат : Марблтон | Клімат : Марблтон | Клімат : Марблтон | Клімат : Марблтон |
| Показник                | Січ.              | Лют.              | Бер.              | Квіт.             | Трав.             | Черв.             | Лип.              | Серп.             | Вер.              | Жовт.             | Лист.             | Груд.             | Рік               |
| Середній максимум, °C   | −2,2              | −1,1              | 4,4               | 10,6              | 16,7              | 22,2              | 26,7              | 26,1              | 20,6              | 13,9              | 3,9               | −2,2              | 11,7              |
| Середня температура, °C | −11,1             | −10               | −3,9              | 1,9               | 7,2               | 12,5              | 15,6              | 14,4              | 9,2               | 3,1               | −4,7              | −11,1             | 2,0               |
| Середній мінімум, °C    | −20               | −18,9             | −12,2             | −6,7              | −2,2              | 2,8               | 4,4               | 2,8               | −2,2              | −7,8              | −13,3             | −20               | −7,7              |
| ----------------------- | ----------------- | ----------------- | ----------------- | ----------------- | ----------------- | ----------------- | ----------------- | ----------------- | ----------------- | ----------------- | ----------------- | ----------------- | ----------------- |

## Демографія
Згідно з переписом 2010 року, у місті мешкали 1094 особи в 415 домогосподарствах у складі 273 родин. Густота населення становила 494 особи/км².  Було 494 помешкання (223/км²).
Расовий склад населення:
| - 87,4 % — білих - 0,8 % — корінних американців - 0,2 % — чорних або афроамериканців - 0,2 % — азіатів - 9,0 % — осіб інших рас |

До двох чи більше рас належало 2,4 %. Частка іспаномовних становила 13,3 % від усіх жителів.
За віковим діапазоном населення розподілялося таким чином: 27,0 % — особи молодші 18 років, 65,2 % — особи у віці 18—64 років, 7,8 % — особи у віці 65 років та старші. Медіана віку мешканця становила 33,0 року. На 100 осіб жіночої статі у місті припадало 131,8 чоловіків;  на 100 жінок у віці від 18 років та старших — 140,7 чоловіків також старших 18 років.
Середній дохід на одне домашнє господарство  становив 87 105 доларів США (медіана — 82 188), а середній дохід на одну сім'ю — 93 090 доларів (медіана — 97 813). За межею бідності перебувало 2,2 % осіб, у тому числі 0,0 % дітей у віці до 18 років та 21,6 % осіб у віці 65 років та старших.
Цивільне працевлаштоване населення становило 720 осіб. Основні галузі зайнятості: сільське господарство, лісництво, риболовля — 32,4 %, транспорт — 14,4 %, роздрібна торгівля — 14,4 %.
За даними перепису 2000 року,
на території муніципалітету мешкало 720 людей, було 268 садиб та 201 сімей.
Густота населення становила 408,8 осіб/км². Було 310 житлових будинків.
З 268 садиб у 42,5% проживали діти до 18 років, подружніх пар, що мешкали разом, було 64,2 %,
садиб, у яких господиня не мала чоловіка — 6,0 %, садиб без сім'ї — 25,0 %.
Власники 20,1 % садиб мали вік, що перевищував 65 років, а в 2,2 % садиб принаймні одна людина була старшою за 65 років.
Кількість людей у середньому на садибу становила 2,69, а в середньому на родину 3,09.
Середній річний дохід на садибу становив 41 406 доларів США, а на родину — 46 250 доларів США.
Чоловіки мали дохід 38 250 доларів, жінки — 17 500 доларів.
Дохід на душу населення був 18 446 доларів.
Приблизно 3,2 % родин та 4,2 % населення жили за межею бідності.
Серед них осіб до 18 років було 5,8 %, і понад 65 років — none.
Середній вік населення становив 34 років.